# 火星特洛伊

火星特洛伊是在火星軌道上的L_{5}集團 (以綠色顯示) 和L_{4}集團 (淡藍色) 的小行星。圖中的紅點是火星，最外側軌道上的是木星

火星特洛伊是一群與行星中的火星共享軌道，環繞著太陽運轉的特洛伊天體。它們可以在火星軌道前方和後方各60度的兩個拉格朗日點的附近被發現，但目前還不了解火星特洛伊的起源。一個理論認為火星特洛伊是在太陽系形成時就被捕獲再拉格朗日點的小行星，但是，對火星特洛伊的光譜研究顯示實情並非如此。另一種解釋認為是在太陽系形成之後，有些小行星遊蕩到火星的拉格朗日點。但這也令人質疑，因為考慮到火星的質量實在是太低了。
目前，這個集團中有7顆在長期數值模擬下被證實是穩定的小行星，但小行星中心只認可其中的三顆，另外還有一顆候選者：

从 1600 到 2500年1999 UJ_{7}相对于太阳和火星的动画
太阳•
1999 UJ7•
火星

从 1600 到 2500年相对于太阳和火星的动画
太阳•
2007 NS2•
火星

L4:
- (121514) 1999 UJ7

L5:
- (5261) Eureka
- 1998 VF31
- 2001 DH47
- 2007 NS2
- 2011 SC191
- 2011 UN63
- 2011 SL25